# Eerste Libische Burgeroorlog

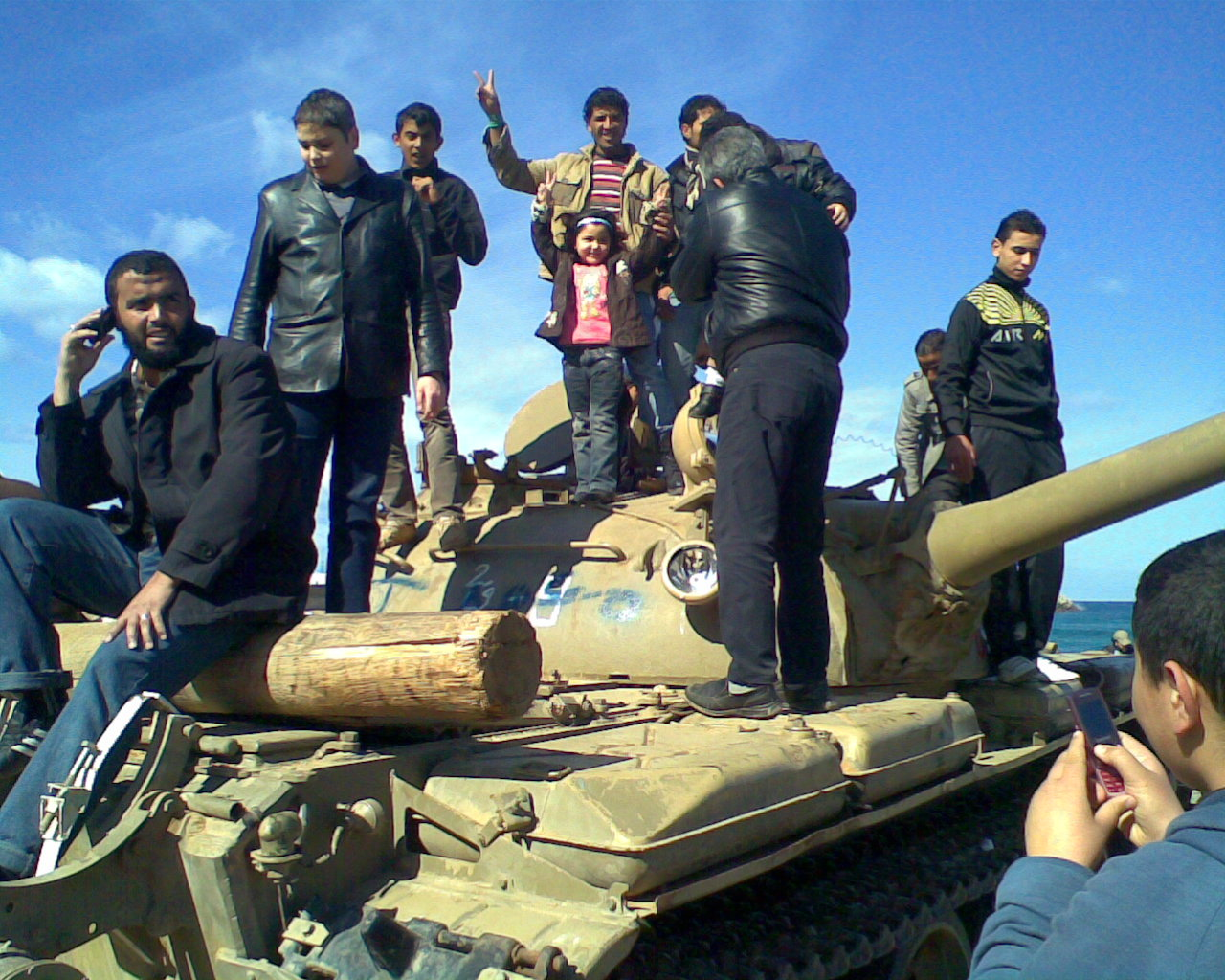
Burgers op een tank in Benghazi

De Opstand in Libië of de Eerste Libische Burgeroorlog van 2011 was een gewapend conflict in Libië, gevochten tussen troepen van kolonel Moammar al-Qadhafi en tegenstanders van zijn regering. De protesten begonnen op 15 februari 2011 en waren mede geïnspireerd door de Arabische Lente, de protesten in de Arabische wereld: door de Egyptische Revolutie en de Jasmijnrevolutie in Tunesië. De demonstranten eisten het vertrek van Qadhafi en het instellen van democratische verkiezingen. Na aanvankelijk succes van de rebellen ontstond al snel een patstelling, waarbij de rebellen, die zich in de Nationale Overgangsraad hadden verenigd, Benghazi en andere steden in het oosten van het land onder controle hadden. Qadhafi behield zijn macht in de westelijke helft van het land, ook in de hoofdstad Tripoli, niet in Misratah.
Sinds begin maart voerden de troepen van Qadhafi een oostwaartse campagne, waarbij onder meer de steden Bin Jawad, Ra's Lanoef en Brega veroverd werden. Geweld tegen de bevolking werd door Qadhafi niet geschuwd, hetgeen hem op veel kritiek van de internationale gemeenschap kwam te staan. Eind februari kondigde de VN-Veiligheidsraad in een resolutie al maatregelen, zoals een wapenembargo aan. Op 17 maart werd in een tweede resolutie een vliegverbod boven Libië afgekondigd. De regering-Qadhafi stelde kort daarop een wapenstilstand in. Beide zijden in het conflict gingen echter door met militaire acties.
In augustus 2011 keerden de kansen toen rebellen, geholpen door luchtbombardementen door NAVO-vliegtuigen, steeds verder naar Tripoli oprukten en de stad ten slotte binnentrokken. De reden, dat de NAVO ingreep, was dat het regeringsleger van Qadhafi dreigde Benghazi in te nemen en daar de burgers te vermoorden. Het was Frankrijk, dat het initiatief nam om in te grijpen. De rebellen veroverden Qadhafi's hoofdkwartier en op 28 augustus hadden zij controle over de hele stad. Op 20 oktober werd de laatste stad in Libië veroverd door de rebellen waarbij Qadhafi door hen werd gedood. De Nationale Overgangsraad, die eerder al vrije verkiezingen had aangekondigd, verklaarde Libië op 23 oktober 'bevrijd' en de strijd voorbij. De NAVO beëindigde de missie officieel op 31 oktober 2011.
In de nasleep van de burgeroorlog hebben er nog gevechten en opstanden plaatsgevonden van Qadhafi-aanhangers, die zou bestaan uit 90.000 strijders. 7000 pro-Qadhafi militairen, burgers en Afrikanen worden vastgehouden in de gevangenissen van de regering. Volgens Amnesty International vinden er op grote schaal martelingen en executies plaats van personen die als vijanden van de nieuwe regering worden gezien.

## Chronologie

### Libië voor de oorlog
Libië was gebaseerd op de Jamahiriya, een islamitische en socialistische ideologie ontwikkeld door Qadhafi, in zijn Groene Boek waarbij het volk alle macht zou hebben. Politieke partijen waren verboden. Volgens critici was Libië een dictatuur, Qadhafi gaf als reactie hierop aan dat "Westerse mensen het Libische systeem niet begrijpen". Libië had een levensverwachting van 74 jaar, was het hoogst genoteerde Afrikaanse land op de index van de menselijke ontwikkeling van de Verenigde Naties en heeft ook een van de hoogste bbp's van het continent en een voor een Afrikaans land hoge alfabetiseringsgraad. Ook was er gratis onderwijs en gezondheidszorg. Volgens voormalig NAVO-commandant Wesley Clark was de beslissing om een oorlog in Libië te beginnen lang van tevoren genomen.

### Volksprotesten

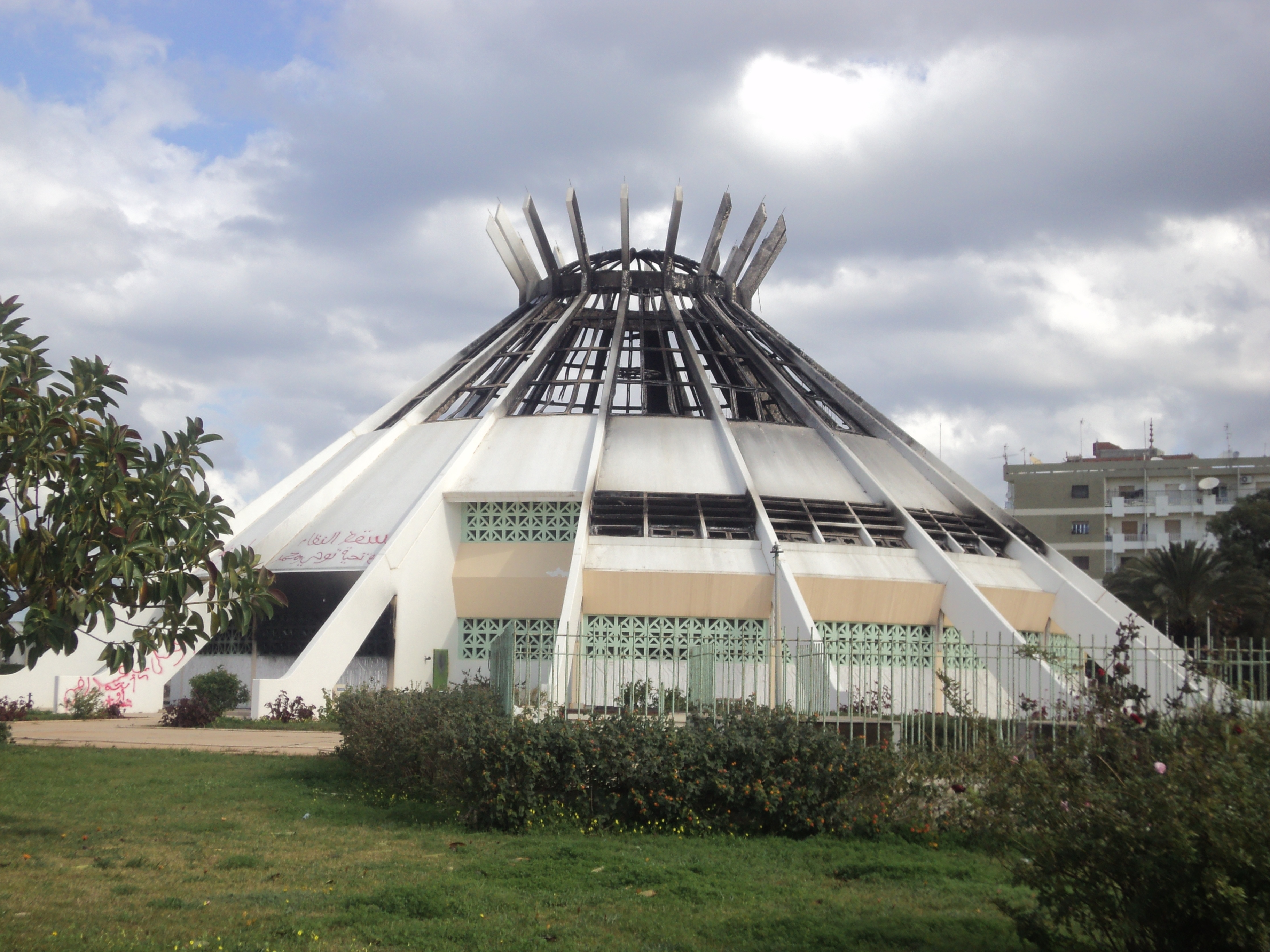
Het gebouw van Het Groene Boek-onderzoekscentrum in Benghazi is uitgebrand.

De protesten begonnen op 15 februari en concentreerden zich toen vooral in de noordoostelijke stad Benghazi, 1.000 km ten oosten van de hoofdstad Tripoli en de tweede stad van Libië. Deze protesten werden hardhandig neergeslagen door de politie De opstand verspreidde zich naar andere plaatsen in Libië en werd ook daar met veel geweld uit elkaar gedreven, met veel gewonden en slachtoffers als gevolg. Als reactie hierop riepen de rebellen 17 februari uit tot 'Dag van Woede' De dagen daarna concentreerden de confrontaties tussen de rebellen en de regering zich met name tot het gebied rond Benghazi.
Ondanks het feit dat er al op 15 februari manifestaties tegen corruptie op het Groene Plein in Tripoli werden gemeld, bleef de hoofdstad zelf in eerste instantie gespaard van grote volksopstanden. Gedurende de eerste week kwamen de protesten in Tripoli langzaam op gang, maar deze werden hard neergeslagen door de Libische luchtmacht, waarbij een onbekend aantal mensen om het leven kwam.

### Machtsovername door de rebellen in het oosten
Nadat delen van het leger overliepen naar de rebellen werden de regeringsgetrouwe troepen na dagenlange gevechten op 21 februari uit Benghazi verdreven en werd de egaal groene Libische vlag vervangen door de oude vlag van het Koninkrijk Libië. Benghazi fungeerde vanaf dat moment als zwaartepunt voor de opstand in Libië. Twee officieren uit het Libische leger weigerden de bevelen op te volgen en demonstranten aan te vallen. In plaats daarvan landden ze met hun gevechtsvliegtuigen op het nabijgelegen eiland Malta en vroegen er asiel. In Darna en Tobroek in het oosten, Sirte en Ra's Lanoef in het midden en Az Zawiyah in het westen vonden in de eerste week protesten en confrontaties met aanhangers van Qadhafi plaats. Het oosten van het land was al vrij snel in handen van de rebellen. "Libië is niet zoals Tunesië of Egypte," verklaarde Qadhafi's zoon Saif al-Islam tijdens een toespraak op de staatstelevisie. Hij waarschuwde dat Libië aan de rand van een burgeroorlog stond en dreigde ermee dat de regering zou vechten tot de laatste kogel. Deze toespraak werd in de straten van Tripoli met woede en minachting onthaald.
In de tweede week kwam het oosten van het land meer en meer in handen van rebellen vanuit Benghazi en stabiliseerde de situatie hier enigszins. Terwijl in het westen de derde stad van Libië, Misratah overging in de handen van de rebellen, duurden in Tripoli de ongeregeldheden nog steeds voort. Aanhangers van Qadhafi gebruikten veel geweld en openden het vuur op de demonstranten in de stad. In Tripoli vielen enkele doden en een flink aantal gewonden.
Inwoners van de arme wijken in de hoofdstad namen openlijk afstand van Qadhafi. De veiligheidsdiensten verdwenen uit de arbeiderswijk Tajoura en de rebellen wierpen er barricades op. In Benghazi werd op en 27 februari een Nationale Overgangsraad gevormd. Dit comité gaf op 27 februari een persconferentie in Benghazi met als woordvoerder Abdul Hafiz Ghoga.
De Libische ambassadeurs in de Verenigde Staten, China, Indonesië, India, Bangladesh, België en Polen namen ontslag en door de Libische ambassade in Mali werd het bloedvergieten in het land zeer scherp veroordeeld. De minister van Binnenlandse Zaken en hoge generaal Abdul Fatah Younis koos op 23 februari de zijde van "de revolutie van 17 februari" en schaarde zich achter de rebellen. De Arabische Liga schorste Libië voor alle bijeenkomsten totdat de mensen in het land veilig zijn. De Veiligheidsraad van de Verenigde Naties veroordeelde het gebruik van geweld tegen protesten. De naar de rebellen overgelopen Libische ambassadeur bij de VN vond dit echter niet ver genoeg gaan. Hij sprak van een genocide door Qadhafi tegen zijn eigen volk en riep op tot het instellen van een vliegverbod boven Libië. Later in de week stelden de Verenigde Naties in een resolutie sancties in tegen de regering-Qadhafi.

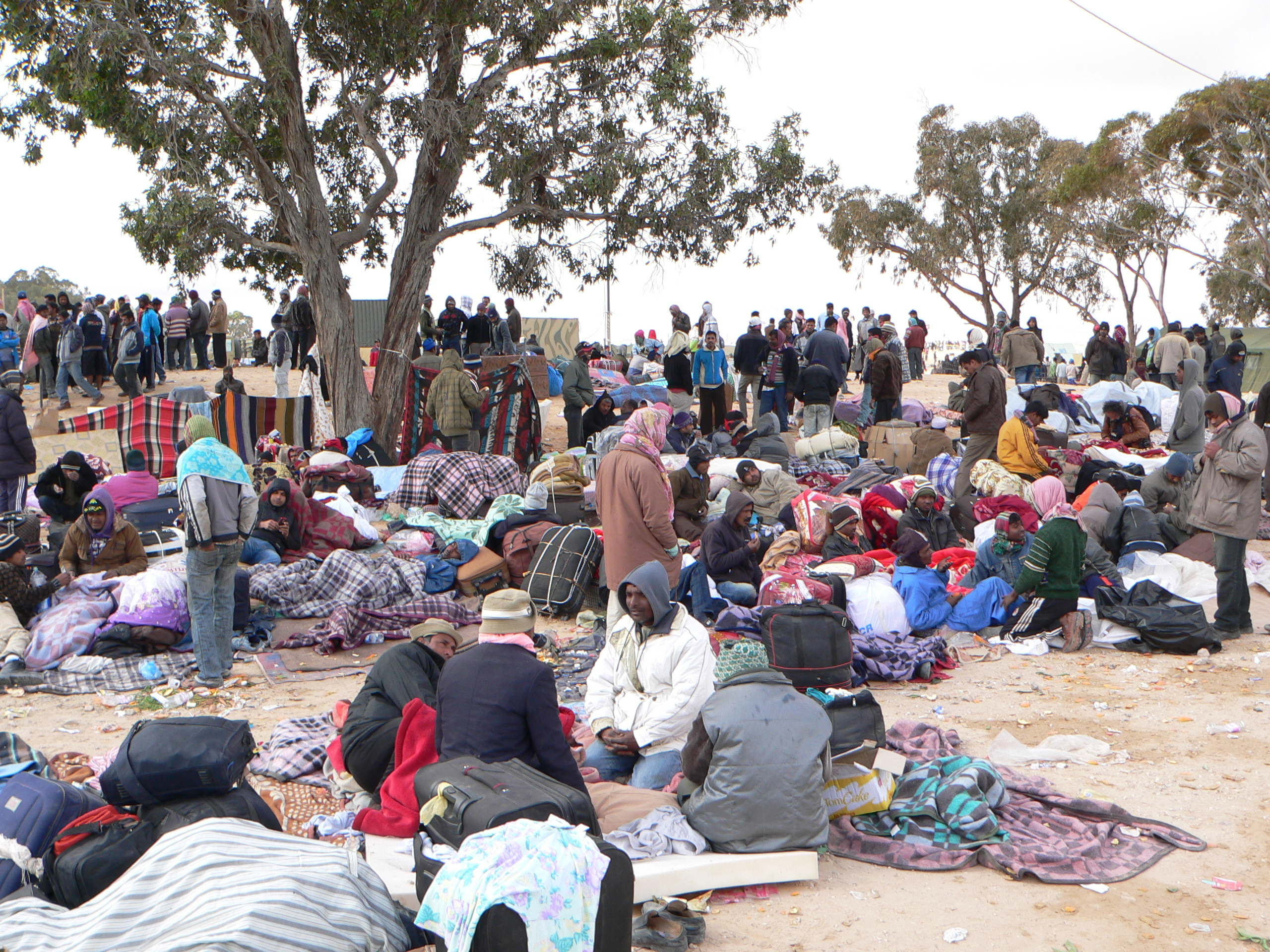
Vluchtelingen in een Tunesisch opvangkamp nabij de grens met Libië

In een telefoongesprek met de Servische televisiezender RTV-Pink noemde Qadhafi de VN-sancties waardeloos en in strijd met het Handvest van de Verenigde Naties. Hij zei dat het Libische leger aan de winnende hand was en dat Tripoli totaal rustig en veilig zou zijn. Het verlies van Benghazi deed Qadhafi af als een opstand van een kleine groep. Eerder al liet Qadhafi in een dik uur durende tv-toespraak weten niet van plan te zijn op te stappen.
Om de bevolking voor zich te winnen deelde de overheid geld uit: elk gezin kreeg zo'n vijfhonderd Libische dinar om de verhoogde voedselprijzen te kunnen blijven betalen, maar als gevolg van Westerse sancties daalde de dinar in waarde ten opzichte van de euro en de dollar. De olieproductie van Libië liep enorm terug.
De Verenigde Naties spraken hun vrees uit voor een voedseltekort in Libië. Ook het Rode Kruis stelde zich zorgen te maken over de humanitaire situatie in Libië.
Verschillende landen begonnen met het evacueren van hun inwoners uit Libië. Het vliegveld van Tripoli raakte overvol met mensen die het land probeerden te ontvluchten. Diverse landen stuurden (militaire) vliegtuigen om zo veel mogelijk burgers uit Libië op te halen. Ook werden veerboten ingezet om burgers uit plaatsen langs de Libische kust op te halen. De Britse luchtmacht evacueerde via bliksemacties honderden werknemers uit de woestijn.
Op 28 februari werden drie Nederlandse bemanningsleden van een militaire helikopter door milities van Qadhafi gevangengenomen. Zij waren met hun Lynx van het fregat de Tromp naar Sirte gevlogen en daar geland, zonder dat hiervoor toestemming was gevraagd aan de Libische autoriteiten. De bedoeling was een zogenoemde consulaire evacuatie van een werknemer van Royal Haskoning. Hij, de drie bemanningsleden van de helikopter en een Zweedse vrouw die op weg was naar de evacuatielocatie werden door gewapende Libische eenheden aangehouden en vastgehouden. De twee burgers werden dezelfde dag door Libië vrijgelaten, de drie bemanningsleden bleven nog gevangen. Na intensief diplomatiek overleg kwamen zij in de nacht van 10 op 11 maart vrij.
Omdat de opstand bleef voortduren en de veiligheid voor buitenlanders steeds meer in het gedrang kwam, kwam een enorme vluchtelingenstroom van met name in Libië werkzame Egyptenaren op gang. Met name aan de grens met Tunesië nam de druk toe om duizenden vluchtelingen op te vangen. 70.000 tot 75.000 mensen waren de grens met Tunesië overgestoken. De VN sprak van een humanitaire ramp.

### Tegenoffensief van Qadhafi
Het regeringsleger begon op 2 maart een tegenoffensief richting het oosten. Plaatsen als Brega, een kleine maar strategisch gelegen oliehaven, werden urenlang onder vuur genomen uit de lucht gevolgd door een grondoffensief. Deze aanval werd door de rebellen afgeslagen. Er vielen ten minste veertien doden. Gevechtsvliegtuigen zouden ook de nabijgelegen stad Ajdabiyah hebben gebombardeerd, waar de rebellen een militair kamp en wapendepot in handen hadden. De dag erna ondernam het leger opnieuw een offensief tegen Brega. Ditmaal werden er enkel luchtaanvallen uitgevoerd. Daarnaast ondernam de regering in het westen een poging de stad Az-Zawiyah in te nemen. Qadhafi zou artillerie, tanks en andere pantservoertuigen inzetten tegen de rebellen. Bij een treffen tussen de Khamis-brigade onder leiding van Khamis al-Qadhafi en de rebellen zouden dertien en mogelijk meer dan vijftig mensen om het leven zijn gekomen.
In de derde week van de opstand keerden de kansen. Aanvankelijk werd Ra's Lanoef, een strategisch belangrijke stad in het oosten van Libië, door de rebellen ondanks hevige aanvallen van de luchtmacht veroverd. Ook Ra's Lanoef is belangrijk voor de doorvoer van olie. Hierbij vielen minstens drie slachtoffers. Op 10 maart kwam Ra's Lanoef opnieuw in handen van de troepen van Qadhafi. Het ziekenhuis van de plaats werd bij de gevechten getroffen door een artillerieaanval, en de omgeving ervan werd vanuit de lucht gebombardeerd, waarop het personeel en de zieken werden geëvacueerd. Honderden strijders trokken zich terug naar meer oostelijke plaatsen. Ook in Az-Zawiyah werd op 10 maart het overheidsgezag hersteld. Een propagandaoorlog werd door beide zijden ingezet, waarbij beweringen gedaan werden die een dag later door ooggetuigen worden tegengesproken.
The New York Times meldde dat Qadhafi tientallen miljarden dollars aan contant geld beschikbaar had in Tripoli. Zijn buitenlandse tegoeden werden grotendeels bevroren, maar voorlopig had Qadhafi genoeg geld om zijn leger, waarvan beweerd werd dat het Afrikaanse huurlingen in dienst had, mee te betalen.
Het leger van Qadhafi ondervond geen noemenswaardige weerstand meer van de veel lichter uitgeruste rebellen en kon overal verder oprukken. Het Rode Kruis vreesde een veldslag om Benghazi. Op de ochtend van 19 maart begonnen de Qadhafi-troepen met het uitvoeren van beschietingen en luchtaanvallen op Benghazi. Op de Nederlandse radio werd er live verslag van gedaan dat een straaljager op de stad neerstortte. Hier bleek het echter te gaan om een vliegtuig dat bestuurd werd door de rebellen.
De hoge commissaris voor de Vluchtelingen merkte op dat veel mensen uit Libië vluchtten naar Egypte.
Op 21 en 22 maart 2011 bleven de troepen van Qadhafi hevige aanvallen uitvoeren op de stad Misratah, die nog gedeeltelijk in handen was van rebellen. De stad werd voor een groot deel in puin geschoten.

### NAVO-interventie geeft rebellen de overhand
De regering van Frankrijk vond het nodig in te grijpen om te voorkomen dat het regeringsleger van Qadhafi Benghazi zou innemen en de burgers er vermoorden. Die situatie dreigde. De rebellen probeerden daar om, na de succesvolle aanvallen door Franse vliegtuigen op tanks en pantservoertuigen van het regeringsleger, terrein te heroveren. Engeland deed snel daarna in de strijd tegen Qadhafi mee.
Het lukte de rebellen met steun van de geallieerden om op te rukken naar Ajdabiya. Op 26 maart viel die stad na een dagenlange patstelling in handen van de rebellen, die oprukten naar het westen en daarbij de oliehaven Brega heroverden op de overheid. De troepen van Qadhafi trokken zich terug richting Ra's Lanoef, dat ze een dag later weer moesten opgeven. De rebellen rukten op tot aan de stad Bin Jawad, 60 km ten westen van Ra's Lanoef. Op 30 maart opende Qadhafi een tegenoffensief, waarbij hij Ra's Lanoef heroverde. Het bewind van Qadhafi weigerde op 1 april een aanbod van de rebellen voor een wapenstilstand. Hierna vonden hernieuwde gevechten plaats rondom de stad Brega, waar de rebellen grondgebied verloren en zich na zes mislukte tegenaanvallen terug moesten trekken in Ajdabiyah. In Ajdabiyah echter wisten de rebellen het leger van Qadhafi tegen te houden en opnieuw 40 km op te rukken richting Brega, hoewel hun opmars er niet in slaagde om Brega zelf te bereiken of te heroveren.
Op 31 mei gingen de rebellen verder als het Nationale Bevrijdingsleger. Op 6 juni veroverde het Bevrijdingsleger Yafran, dat zo'n 140 km ten zuiden van de hoofdstad Tripoli ligt.
De oorlog duurde langer dan door iedereen was voorzien. Beide partijen moesten zich verdedigen met oude wapens. In de loop van de tijd waren er wel steeds regeringsgezinde troepen die overliepen naar de rebellen. Ook een onbekend aantal burgers koos de zijde van de rebellen. Op 25 juni werd bijvoorbeeld bekend dat het Libische voetbalelftal naar de rebellen was overgelopen. Burgers ontvluchtten het land. Velen van hen probeerden naar het eiland Lampedusa over te steken. Door de slechte staat waarin de boten waarin zij vluchtten verkeerden verdronken veel van hen.
Op 28 juli werden de militaire leider van de rebellen, Abdul Fatah Younis, en twee van zijn naaste medewerkers in Benghazi doodgeschoten.
De maand augustus zag een steeds verder oprukken van de rebellen naar Tripoli waarbij de omringende steden, met luchtsteun van de NAVO, een voor een in hun handen vielen. Het overlopen van Qadhafi-getrouwen naar de rebellen kwam in een stroomversnelling.

### Inname van Tripoli en eindstrijd

Frontlijn tijdens de Slag om Tripoli.

Op 20 augustus 2011 claimden de rebellen dat de (eind)strijd om Tripoli was begonnen.
Op zondag 21 augustus 2011 vielen de rebellerende troepen met veel mankrachten de hoofdstad Tripoli binnen, nadat zij eerder al belangrijke omliggende steden als Az-Zawiyah en Zlitan hadden veroverd.
Al snel na het binnendringen beval een hoge functionaris van het Libische leger om alle wapens neer te leggen. Hierdoor konden de rebellen gemakkelijk delen van Tripoli innemen. Als gevolg van de strijd om Tripoli daalden de olieprijzen die dag. In de nacht van 21 augustus op 22 augustus werden zowel in Benghazi als Tripoli grote feesten gevierd die op internationale televisie live te volgen waren. In de ochtend van 22 augustus werd echter duidelijk dat Tripoli nog niet volledig was gevallen.
Op 23 augustus werd Bab al-Azizia, het hoofdkwartier van Qadhafi, een zwaar gefortificeerd complex van 6 km2, door rebellen ingenomen, waarna het werd geplunderd en gedeeltelijk vernield. Qadhafi zelf en zijn familie werden niet aangetroffen. Rondom het complex en elders in Tripoli bleven vuurgevechten gaande. Ook werd een groep van 35 mensen, voornamelijk internationale journalisten, vastgehouden in het Rixos-hotel in Tripoli, in een gebied dat toen in handen van Qadhafi-aanhangers was. Op 24 augustus kon de groep het hotel verlaten. Op diezelfde dag maakte de Nationale Overgangsraad bekend dat er een prijs op het hoofd van Qadhafi was gezet. Bovendien was het de bedoeling van de Nationale Overgangsraad om, wanneer dat kon, van Benghazi naar Tripoli te verhuizen; dit gebeurde op 25 augustus. Ten slotte werd de laatste loyalistische tegenstand in Tripoli op 28 augustus verslagen.
Ook werd op 28 augustus Bin Jawad door de rebellen veroverd. Qadhafi's geboortestad Sirte werd eind augustus steeds nauwer ingesloten en er werd gevochten om de buitenwijken. Betrekkelijk eenvoudig werd Sabha op 22 september door de rebellen veroverd, die nu heel Libië beheersten op de hevig belegerde steden Sirte en Bani Walid na. Bani Walid werd na grote verliezen op 17 oktober ingenomen en Sirte op 20 oktober. Moammar al-Qadhafi werd bij die stad, zijn geboortestad, gevangengenomen en gedood. De Nationale Overgangsraad riep 23 oktober uit tot de nationale bevrijdingsdag van Libië, waarmee officieel een einde kwam aan de Libische opstand.
Saif al-Islam, Qadhafi's tweede zoon, die vaak als zijn mogelijke opvolger werd gezien, ontsnapte echter aanvankelijk en vertelde op een Syrische tv-zender dat hij de strijd wilde voortzetten. Volgens de Nationale Overgangsraad zou hij echter willen vluchten naar Griekenland of Niger. Saif al-Islam werd op 19 november 2011 in Libië gearresteerd, na verraden te zijn door een lid van de karavaan die hij had betaald om hem over de grens te smokkelen.

## Buitenlandse reacties

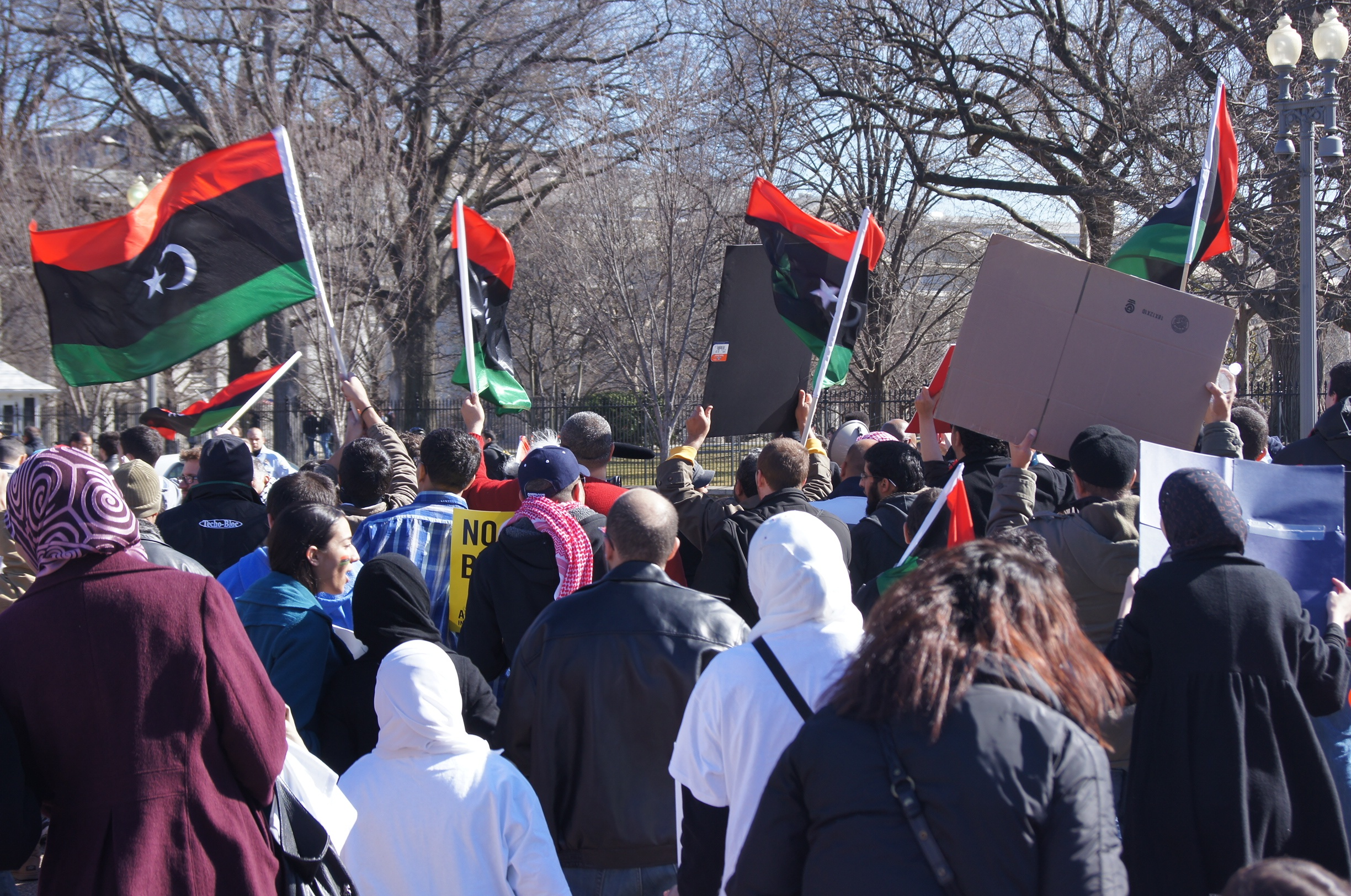
Ook buiten Libië werden protesten gehouden, zoals hier voor het Witte Huis in Washington D.C. op 19 februari 2011

Verspreid over de wereld vonden demonstraties plaats van Libiërs en met Libiërs sympathiserende burgers tegen de regering-Qadhafi. Via een telefonisch contact riep secretaris-generaal van de Verenigde Naties Ban Ki-moon Qadhafi op onmiddellijk het geweld tegen burgers te staken en de rechten van het Libische volk te erkennen.
De hoge vertegenwoordiger voor het buitenlands beleid van de EU Catherine Ashton riep de Libische autoriteiten op om de mensenrechten en de vrijheid van meningsuiting te respecteren. Ze kondigde aan dat de onderhandelingen over een handelsovereenkomst tussen de EU en Libië werden stopgezet.
Op 23 februari noemde de Luxemburgse minister voor Buitenlandse Zaken de repressie en het bloedvergieten een genocide. Nicolas Sarkozy, de president van Frankrijk, riep de EU op om sancties te nemen tegen Libië, maar Italië en Malta verzetten er zich tegen uit vrees voor een enorme stroom aan vluchtelingen.
Op 24 februari liet de president van de Verenigde Staten Barack Obama weten dat het geweld in Libië niet kon worden geaccepteerd. Hij liet weten dat de evacuatie van de Amerikaanse burgers in Libië prioriteit genoot. Na Zwitserland bevroor ook Oostenrijk de tegoeden van de Libische overheid. Andere Europese landen overwogen hetzelfde. De Venezolaanse president Hugo Chávez bleef Qadhafi steunen.
De NAVO hield op vrijdag 25 februari een spoedberaad over situatie in Libië, ook was er al overleg tussen de Amerikaanse president Obama en zijn collega's uit Frankrijk, Italië en Groot-Brittannië over mogelijke (militaire) acties en humanitaire hulp. Obama zei militair ingrijpen niet uit te sluiten. President Sarkozy eiste het aftreden van Qadhafi.
Op 26 februari zei Obama dat "de wreedheid van Qadhafi sancties verdient". De VS bevroor ook de rekeningen van Qadhafi in de Verenigde Staten.
Secretaris-generaal Amr Moussa van de Arabische Liga noemde op 2 maart de situatie in Libië tragisch en het geweld onacceptabel. De Arabische Liga kantte zich tegen een buitenlandse interventie. De hoogste Amerikaanse militair, admiraal Mike Mullen, zei dat er binnen de NAVO geen unanimiteit bestond over het instellen van een vliegverbod boven Libië.
Twee Amerikaanse oorlogsschepen voeren door het Suezkanaal en zetten koers naar de Middellandse Zee en de Libische kust. De schepen kregen van de Amerikaanse minister van Defensie Robert Gates opdracht om naar Libië op te stomen, voor het geval ze nodig zouden zijn om burgers te evacueren of om humanitaire hulp te verlenen.
Als enig Europees land erkende Frankrijk op 10 maart de Nationale Overgangsraad in Benghazi als wettelijke vertegenwoordiger van het Libische volk. Frankrijk besloot een ambassadeur naar Benghazi te sturen. Op diezelfde dag zei de Duitse minister van Buitenlandse Zaken, Guido Westerwelle, dat Duitsland er voor moest oppassen bij de oorlog in Libië betrokken te raken, zonder dat duidelijk was waartoe een dergelijke interventie zou leiden. Qadhafi reageerde op de acties van Frankrijk door die dag daarna de politieke relatie met Frankrijk op te schorten.
Op de top voor Europese regeringsleiders in Brussel werd besloten dat een vliegverbod boven Libië slechts zou worden ingesteld indien dit werd gevraagd door het Libische volk en goedgekeurd door de NAVO en de Veiligheidsraad.
In de media van Frankrijk en Wallonië werd het conflict tussen de rebellen en de aanhangers van Qadhafi vanaf begin maart een burgeroorlog genoemd. Ook het Internationale Rode Kruis beschouwt het conflict als een burgeroorlog.

### Veiligheidsraad

#### Sancties en verwijzing naar Strafhof
De Veiligheidsraad van de Verenigde Naties nam op 26 februari 2011 na langdurige beraadslagingen unaniem resolutie 1970 aan, waarin besloten werd sancties tegen de regering-Qadhafi af te kondigen om het geweld te stoppen. De resolutie legde onder meer een wapenembargo op, bevriezing van activa en een reisverbod voor 16 prominente Libiërs, onder wie Qadhafi en zijn zonen en dochter.
Ook verwees de resolutie de gebeurtenissen in Libië vanaf 15 februari 2011 naar het Internationaal Strafhof in Den Haag, omdat de vele gevallen van bloedvergieten misdaden tegen de menselijkheid zouden kunnen inhouden. Na de verwijzing van de situatie in de Soedanese regio Darfur in 2005 was dit de tweede keer dat een situatie door de Veiligheidsraad naar dit Hof verwezen werd, en de eerste keer dat dit unaniem gebeurde. Ook de permanente leden China en de Verenigde Staten, die zich in 2005 van stemming onthielden, stemden nu vóór.

#### Vliegverbod boven Libië en mogelijkheid tot militair ingrijpen
Op 17 maart 2011 nam de Veiligheidsraad resolutie 1973 aan waarin boven Libië een vliegverbod werd afgekondigd, en bovendien werd uitgesproken dat "alle nodige middelen" konden worden ingezet "om de bevolking te beschermen", hetgeen militair ingrijpen mogelijk maakte. Een bezettingsmacht op Libisch grondgebied werd evenwel uitdrukkelijk uitgesloten. Tien leden van de Raad stemden voor, vijf leden onthielden zich van stemming: naast de permanente leden met vetorecht China en Rusland waren dit Duitsland, Brazilië en India. Aan dit besluit was voorafgegaan dat de Arabische Liga op 12 maart een verzoek tot de Veiligheidsraad richtte om boven Libië een vliegverbod in te stellen. Libië zelf was van dit overleg uitgesloten.

### Internationale militaire interventie

#### Coalitie van Frankrijk, VK en VS

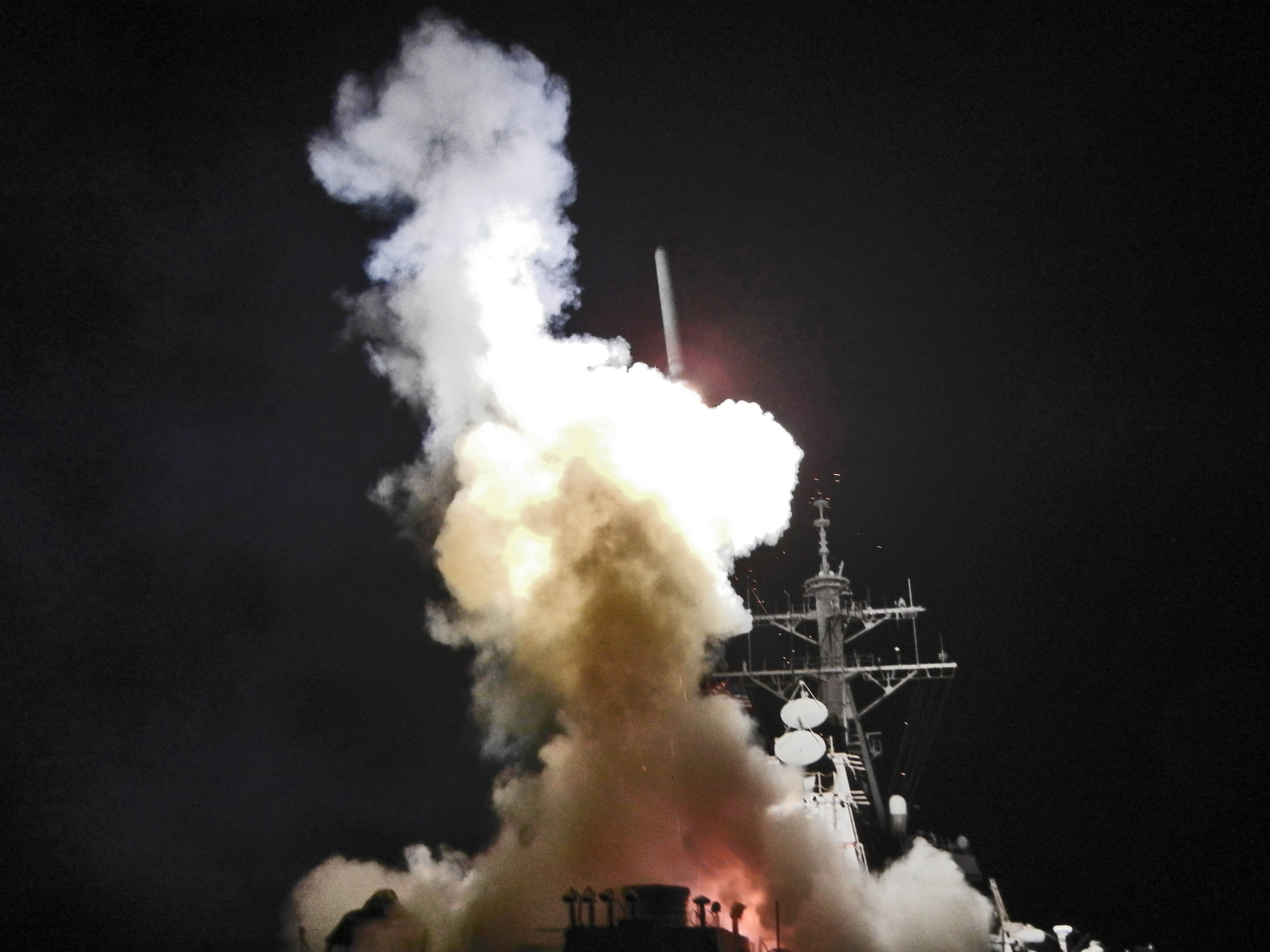
Lancering van een Tomahawkraket vanaf de USS Barry.

Op 18 maart 2011 werd de resolutie van de Veiligheidsraad reeds door beide zijden geschonden. Op 19 maart werd er op een internationale top in Parijs besloten om over te gaan tot militair ingrijpen vanaf diezelfde dag.
In de late namiddag van 19 maart 2011 ondernam Frankrijk enkele militaire acties tegen Libië. Het stuurde twintig gevechtsvliegtuigen naar Benghazi over een strook van 100 km bij 150 km om aanvallen op de door de rebellen gecontroleerde stad te voorkomen. Sarkozy zei in dit verband: "Onze luchtmacht zal elke agressie van kolonel Qadhafi tegen zijn eigen bevolking verhinderen". Bij de militaire actie vernietigde de Franse luchtmacht onder meer enkele tanks en andere pantservoertuigen.
Vanaf Amerikaanse en Engelse duikboten en torpedobootjagers werden om 20.21 uur ongeveer 120 Tomahawkraketten afgevuurd op 20 Libische geïntegreerde grond- en luchtverdedigingssystemen langs de Libische kustlijn. In het gebied waren 25 schepen van de coalitie aanwezig met inbegrip van drie Amerikaanse onderzeeboten.
Het Amerikaanse aandeel in het instellen van een vliegverbod boven Libië heeft de naam Operatie Odyssey Dawn gekregen. Het aandeel van het Verenigd Koninkrijk werd Operatie Ellamy genoemd, de Franse inbreng Operatie Harmattan en de Canadese inbreng Operatie MOBILE.
Op 20 maart 2011 raakte bekend dat het gezamenlijke commandocentrum van de coalitie voor de militaire interventie in Libië gevestigd werd in het Duitse Ramstein. Elk deelnemend land verkreeg een nationale cel. Voor België stond die onder leiding van brigade-generaal van de luchtmacht Willy Cosijn.

#### NAVO-gecoördineerde actie
24 maart 2011 besloten de 28 lidstaten van de NAVO dat het bondgenootschap een vliegverbod zou afdwingen, maar geen doelen op de grond zou aanvallen.
Anderzijds stelde men vast, dat een ‘coalitie’ van VS, Frankrijk en Groot-Brittannië inmiddels sinds 19 maart luchtaanvallen uitvoerde op gronddoelen in Libië.
NAVO-secretaris-generaal Rasmussen zei op zijn persconferentie 24 maart verder: ‘De NAVO overweegt bovendien nog, om eventueel een bredere verantwoordelijkheid op zich te nemen, in overeenstemming met Resolutie 1973’ – doelend op de aanvallen op gronddoelen zoals de coalitie Fr-VK-VS die inmiddels uitvoerde.
Vanaf 26 maart 2011 zou de NAVO vanuit Napels het commando gaan voeren over wapenembargo en no-flyzone.
Volgens de Franse president Nicolas Sarkozy had de NAVO niet de ‘politieke leiding’ over de luchtacties, en kon dat ook niet hebben, omdat ook niet-NAVO-landen zoals de Verenigde Arabische Emiraten deelnamen. De politieke verantwoordelijkheid voor de operatie lag dus bij ‘de coalitie’, aldus Sarkozy, NAVO ‘coördineerde’ slechts de operatie.
De politieke coördinatie zou in handen komen van een raad met ministers en ambassadeurs van de lidstaten van zowel de NAVO als de Arabische Liga.
In de dagen 10-13 april 2011 spraken Groot-Brittannië en Frankrijk de wens uit, dat meer NAVO-landen gevechtsvliegtuigen ‘beschikbaar zouden stellen’ voor het uitschakelen van gronddoelen. Op 14 april sloot Rasmussen zich bij die oproep aan.
Op de vergadering van NAVO-ministers op 14 april spraken zij in algemene termen af, ‘alle noodzakelijke middelen beschikbaar te zullen stellen om de burgerbevolking van Libië te beschermen’.

## Wapenleveranties
In het voorjaar van 2011 ging de regering van Qatar over tot wapensteun aan de opstandelingen. De wapens werden in het geheim geleverd door de Verenigde Staten Washington kreeg na enige tijd echter signalen dat zijn wapens terechtkwamen bij Jihadstrijders. De Emir van Qatar werd hierover onderhouden, maar het was al te laat. Na de overwinning van de opstandelingen bleven radicale milities autonoom opereren, waarbij executies en gijzelingen aan de orde van de dag waren.

## Slachtoffers

Vlag van Libië, 1951-1969, die door de rebellen wordt gebruikt

Libische bannelingen in Zwitserland maakten op 17 februari reeds gewag van 16 omgekomen demonstranten en een groot aantal gewonden. Zij zouden slachtoffer zijn geworden van de politie van kolonel Qadhafi.
De organisatie International Coalition Against War Criminals telde op 22 februari reeds 519 doden, 3.980 gewonden en mogelijk meer dan 1.500 vermisten. Twee dagen later sprak men over mogelijk 1.000 doden. Franco Frattini, minister van Buitenlandse Zaken van Italië – de vroegere koloniale macht in Libië, met goede connecties in het land – zei dat waarschijnlijk meer dan 1.000 burgers waren omgekomen in de machtsstrijd en dat niets de massale slachtpartij in de straten kon rechtvaardigen.
Op 24 februari waren er zeker meer dan 1.000 doden. Al Jazeera sprak zelfs van meer dan 10.000 doden. Uit beelden en getuigenissen bleek dat in Benghazi soldaten die weigerden op demonstranten te schieten door andere militairen levend werden verbrand.
Volgens de Libyan Human Rights League waren er in heel Libië begin maart reeds 6.000 slachtoffers. Een onafhankelijke controle van dit cijfer was niet mogelijk. Ook waren mensen op de vlucht geslagen. Met name de christelijke minderheid zou zich bedreigd voelen.
Als gevolg van de luchtacties, uitgevoerd door vliegtuigen en helikopters van de NAVO in het kader van de internationale militaire interventie, vielen er in Libië burgerslachtoffers. Volgens de Libische regering waren er negen slachtoffers.

## Economische gevolgen
Door het geweld in Libië, de zware winter in Noord-Amerika en de grote vraag naar olie in China, Indië en Brazilië stegen de prijzen voor ruwe olie in 2011 fors. Ook benzine en diesel werden duurder in de EU. Libië heeft immers een van de grootste oliereserves in Afrika en is een van de belangrijkste leveranciers van gas en olie aan Europa.

## Verslaggeving
De eerste dagen van het protest kwam de meeste informatie van Al Jazeera en ook van Reuters, dat echter zelf geen reporter ter plaatse had. Vanaf 24 februari werd het voor Europese journalisten mogelijk ter plaatse te berichten, zelf te filmen en interviews af te nemen in het oosten van Libië, met name vanuit Benghazi, Al Bayda en Tobroek, waar het centrale gezag was verjaagd en het gebied in handen van de rebellen was gekomen. Voor de opstand was er in Libië geen persvrijheid.

## Voortzetting (vanaf 2014)
Na de val van Ghadaffi ontstond er in mei 2014 een tweede burgeroorlog tussen de troepen van maarschalk Haftar (met machtsbasis in het oosten van Libië) en de internationaal erkende regering (met machtsbasis in het westen van Libië met de hoofdstad Tripoli). Maarschalk Haftar wordt gesteund door Egypte, Verenigde Arabische Emiraten, Frankrijk en Rusland. De internationaal erkende regering wordt gesteund door Italië, Qatar en Turkije. Duitsland probeert als neutrale partij in het conflict te bemiddelen. Egypte en de VAE hebben uit geopolitieke en interne politieke overwegingen een voorkeur voor Haftar vanwege een sterke afkeur voor de Moslimbroederschap die de internationaal erkende regering vormt. De Turkse regering heeft vanwege haar oorsprong in de Moslimbroederschap maar ook vanwege een bilaterale overeenkomst met de internationaal erkende regering wat betreft territoriale wateren een groot belang bij de overwinning / het voorbestaan van de internationaal erkende regering. Italië heeft als voormalig kolonisator een groot belang in Libië vanwege aardolie en -gas belangen alsook de Libische kustwacht die immigranten met bestemming Europa tegenhoudt. De huidige burgeroorlog kenmerkt zich door periodieke intensieve gevechten, met name rond de hoofdstad Tripoli, alsook veel internationaal diplomatiek overleg. Turkije heeft via derde partijen veel manschappen naar Tripoli gestuurd. Qatar heeft vanwege haar conflict met Saoedi-Arabië belang bij ondersteuning van haar bondgenoot Turkije: met name vanwege oppositie van de meeste absolute monarchiën in de Perzische Golf tegen de Moslimbroederschap en spanningen met Iran. Hoewel Qatar een absolute monarchie is, is er een pro Moslimbroederschapsbeleid en bestaan er goede relaties met Iran.